# Nëczk

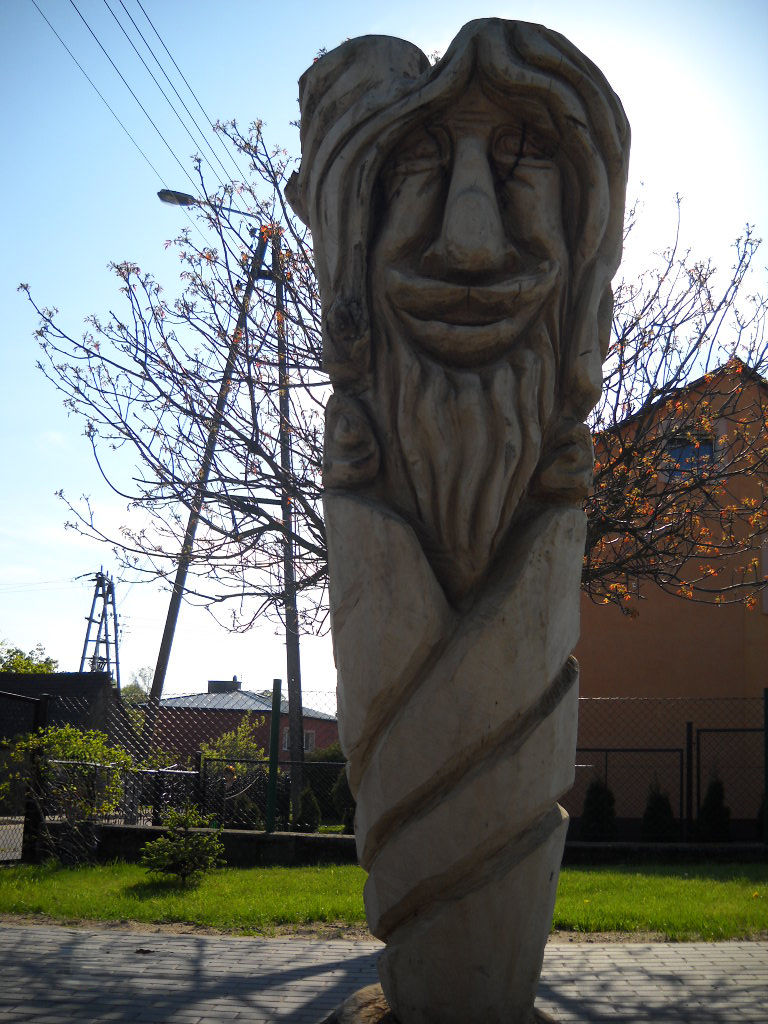
Nëczk, rzeźba wykonana przez artystę ludowego Jana Redźko

Nëczk – kaszubski wodnik żyjący w akwenach mórz, jezior i rzek, któremu przypisywano tworzenie wirów i niebezpiecznych dla pływaków prądów wodnych.
Drewniana figura przedstawiająca Nëczk, jako jedna z 13 figur szlaku turystycznego „Poczuj kaszubskiego ducha" współfinansowanego ze środków unijnych i wykonana przez Jana Redźko na podstawie opracowania "Bogowie i duchy naszych przodków. Przyczynek do kaszubskiej mitologii" Aleksandra Labudy, znajduje się w miejscowości Niepoczołowice.